# Hino nacional de Tonga
"Ko e Fasi ʻo e Tuʻi ʻo e ʻotu Tonga" é o hino nacional de Tonga. A letra do hino foi escrita pelo Príncipe Uelingatoni Ngu Tupoumalohi e a música foi composta por Karl Gustavus Schmitt. O hino foi utilizado pela primeira vez em 1874.